# 小行星5656
小行星5656（英語：5656 Oldfield）是一颗围绕太阳公转的小行星。1920年10月8日，沃尔特·巴德在汉堡发现了此天体。
这颗小行星的绝对星等为83.09469等。